# Stłuszczenie
Stłuszczenie, zwyrodnienie tłuszczowe – gromadzenie się kropelek tłuszczu w komórkach narządów miąższowych: wątroby, nerek, mięśnia sercowego.
W zależności od mechanizmu i następstw wyróżniane są dwa typy stłuszczenia: właściwe zwyrodnienie tłuszczowe oraz nacieczenie tłuszczowe. Zwyrodniające jest formą obumierania komórek i polega na ujawnieniu się tłuszczu wewnątrzkomórkowego wchodzącego w skład struktury cytoplazmy, zwykle w postaci połączeń z białkami. Działanie czynników szkodliwych (np. zatrucie fosforem) rozbija te połączenia i wówczas tłuszcz uwidacznia się w postaci drobnych kropelek. Nacieczenie tłuszczowe jest z kolei wyrazem nadmiernego gromadzenia się tłuszczu energetycznego lub stanowiącego surowiec do syntezy i jest następstwem obniżenia sprawności czynnościowej komórek. Nacieczenie tłuszczowe spotyka się najczęściej w wątrobie. 
Przyczynami stłuszczenia może być niedokrwienie narządu, głód, awitaminoza, zaburzenie przemiany materii na tle hormonalnym, zatrucie (alkoholem, fosforem, arsenem, chloroformem) oraz choroby zakaźne (działanie jadów bakteryjnych). Następstwa stłuszczenia zależą od nasilenia zmian i ich umiejscowienia.
Stłuszczenie komórek mięśnia sercowego może doprowadzić do osłabienia sprawności skurczowej serca, stłuszczenie wątroby może wywołać zaburzenie przemian materii i proces odtruwania, a wtórne może doprowadzić martwicy jej zrazików i marskości, stłuszczenie nerek może wywołać ciężkie zaburzenia ich czynności wydzielniczych.